# Pabellón de Dinamarca en la Bienal de Venecia
El Pabellón de Dinamarca en la Bienal de Venecia es un espacio artístico ubicado en la ciudad de Venecia con motivo de la Bienal de Venecia. El Pabellón, diseñado por el arquitecto Carl Brummer, fue construido entre 1930 y 1932. El arquitecto Peter Koch realizó una restauración y una expansión entre 1958 y 1960. El Consejo de las Artes para las Artes Visuales Internacionales de Dinamarca es el responsable de gestionar y programar el Pabellón danés en la Bienal, donde Dinamarca ha participado desde 1985.

## Expositores
- 1999 — Jason Rhoades y Peter Bonde.
- 2003 — Olafur Eliasson.
- 2005 — Eva Koch, Joachim Koester, Peter Land, Ann Lislegaard y Gitte Villesen.
- 2007 — Troels Wörsel. (Comisionado: Holger Reenberg; Asistencia: Stinna Toft Christensen).
- 2009 — Elmgreen y Dragset.
- 2011 — Taryn Simon and others (Comisariado: Katerina Gregos).
- 2013 — Jesper Just.
- 2015 — Danh Vo (Comisariado: Marianne Torp y Tine Vindfeld.
- 2017 — Kirstine Roepstorff.
- 2019 — Larissa Sansour.